# Sultanatet Egypten
Sultanatet Egypten (arabiska: السلطنة المصرية) var en stat i Afrika som nominellt lydde under den osmanske sultanens suveränitet och som 1914-1922 stod under brittiskt beskydd.
Vid första världskrigets utbrott 1914 befann sig Egyptens khediv i Konstantinopel som gäst hos Osmanska rikets sultan. Han ställde sig på sultanens sida i kriget och vägrade återvända till Egypten som sedan 1882 varit ockuperat av Storbritannien. Han blev därför 19 december 1914 av brittiska regeringen förklarad avsatt från khedivvärdigheten samtidigt med att Egypten förklarades för ett brittiskt protektorat och hans farbror utropades till dess sultan till tecken på Egyptens fullständiga skilsmässa från Osmanska riket.
Egyptens nationalister försökte förgäves genom åberopande av nationernas självbestämmanderätt få Egyptens självständighet erkänd i Versaillesfreden. Förhandlingarna fortsattes emellertid, och 28 februari 1922 ledde de till en brittisk regeringsförklaring, att protektoratet skulle omedelbart upphöra och Eggypten erkännas som en oberoende suverän stat.  Britterna förbehöll sig dock vissa rättigheter. Sultan Fuad antog 16 mars 1922 kungatitel,